# تمريض العظام

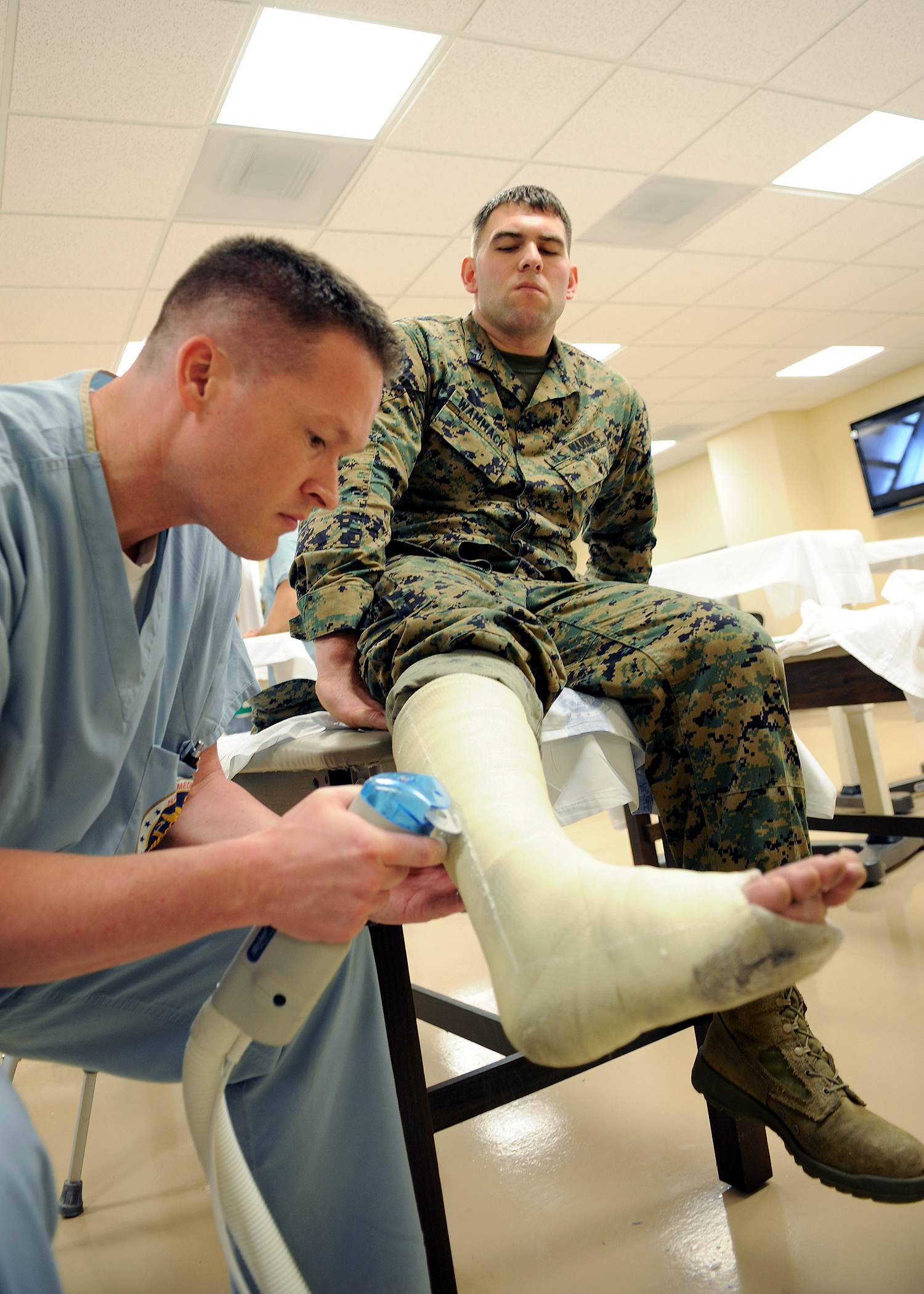

تمريض العظام هو تخصص تمريضي يركز على الوقاية والعلاج من الاضطرابات العضلية الهيكلية. تتراوح مشكلات العظام من المشاكل الحادة مثل الكسور أو العلاج في المستشفى لاستبدال المفاصل للاضطرابات الجهازية المزمنة مثل فقدان كثافة العظام أو الذئبة الحمراء.
الممرضات العظميات لديهن مهارات متخصصة مثل مراقبة الحالة الوعائية العصبية، قوة السحب للكسر أو الجزء المخلوع، العلاج السلبي المستمر للحركة، الصب(الجبص)، ورعاية مرضى التثبيت الخارجي.

## شهادة البورد
شهادة في تمريض العظام عام النتائج في تسمية «ممرضة العظام معتمدة» (ONC).

## تواريخ
- يتم الاحتفال باليوم العالمي للتمريض في جميع أنحاء العالم في الثاني عشر من مايو من كل عام.[1]
- يعد شهر مايو شهر التوعية والوقاية من هشاشة العظام.[2]